# Moelfre (community)
Moelfre è un villaggio sul Mare d'Irlanda del Galles nord-occidentale, situato nell'isola (e contea) di Anglesey. Conta una popolazione di circa 1.100 abitanti.
Il villaggio vanta una lunga tradizione marinaresca.

## Geografia fisica
Moelfre si trova nella parte centrale della costa orientale di Anglesey, tra le località di Amlwch e Benllech (rispettivamente a sud/sud-ovest della prima e a nord della seconda), a circa 19 km a nord/nord-ovest di Beaumaris.
Al largo del villaggio si trova l'isola omonima.

## Origini del nome
Il toponimo gallese Moelfre significa letteralmente "collina brulla".

## Storia

### Dalla fondazione ai giorni nostri
Il villaggio di Moelfre è citato nel 1157 come punto focale di una battaglia combattuta tra i marinai di Anglesey e la flotta di Enrico II d'Inghilterra.
Il villaggio è poi menzionato nel Doomsday Book of Wales del 1306.

## Monumenti e luoghi d'interesse
Gran parte degli edifici di Moelfre è raccolta in cima ad una collina che domina il villaggio.
Tra i punti d'interesse della località, figura la scultura eretta di fronte al mare e dedicata a Richard Evans, un timoniere del posto che nel 1959 vinse la medaglia d'oro del Royal National Lifeboat Institute.
|  |

Un altro monumento ricorda l'eroismo dell'equipaggio del veliero Royal Charter.

## Società

### Evoluzione demografica
Al censimento dell'aprile 2001, la community di Moelfre contava una popolazione pari a 1.129 abitanti, di cui 578 erano donne e 551 erano uomini.